# 盐梅路

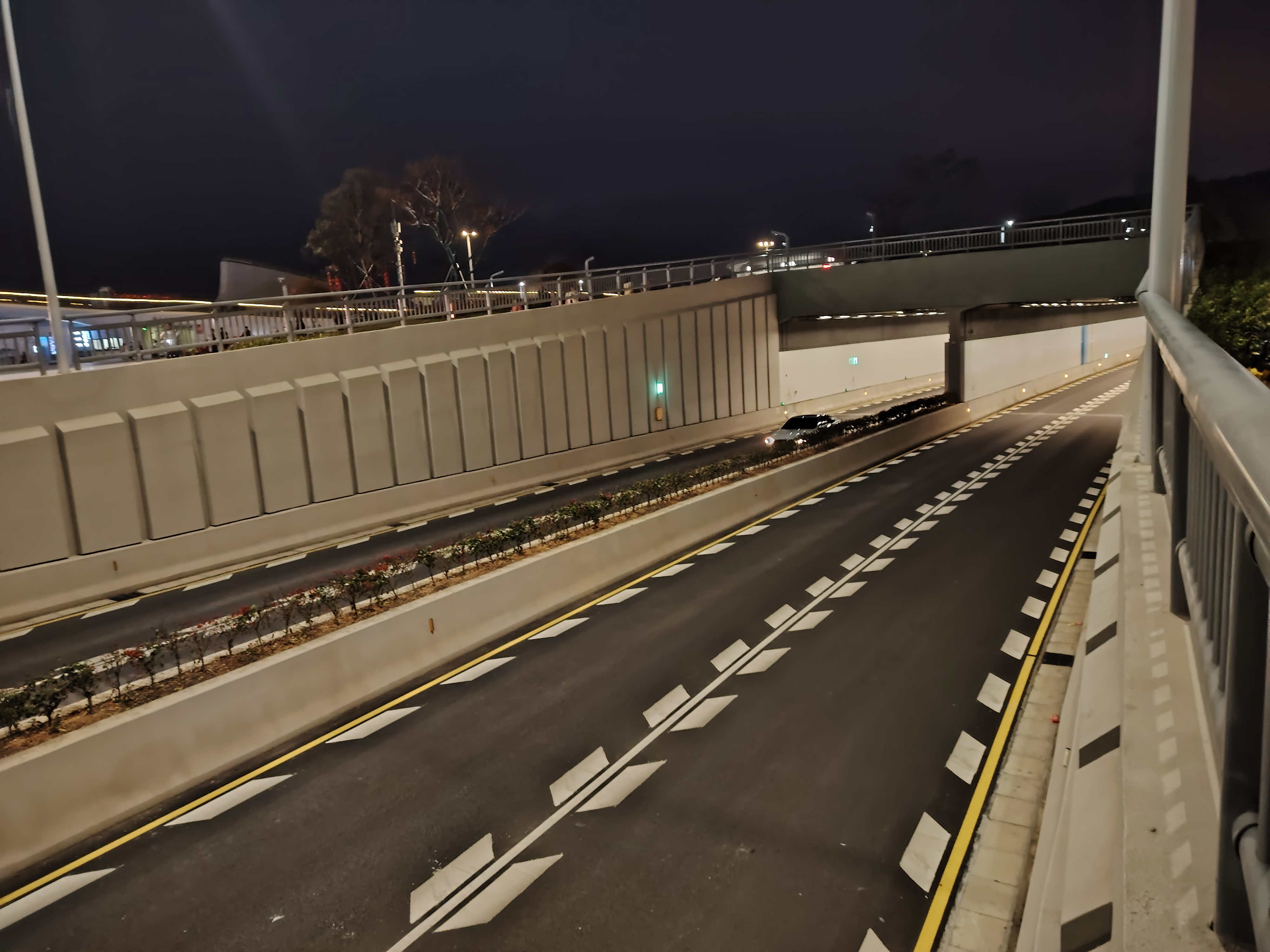
大梅沙隧道，位于本路大梅沙段，是与8号线同步修建的跨线隧道

盐梅路是深圳市盐田区内一条东西走向的道路，；西起盐田北山立交，沿海岸线经大梅沙，小梅沙后，止于盐坝高速小梅沙引道路口前与盐葵路（深葵公路）相接。
全线为 360省道（核龙线）的一部分。

## 主要交汇道路
- 盐坝高速公路（北山立交）、 深盐路、北山道（起点）
- 盐三路
- 环梅路
- 盐葵路（深葵公路）、盐坝高速公路小梅沙引道（终点）

## 沿途主要地标和景观
- 盐田食街
- 大梅沙海滨栈道
- 大梅沙海滨公园
- 小梅沙海滨栈道
- 小梅沙
- 深圳小梅沙海洋世界